# Cal Hubbard
Robert Calvin Hubbard (Keytesville, 31 ottobre 1900 – St. Petersburg, 17 ottobre 1977) è stato un giocatore di football americano e arbitro di baseball statunitense.
A football giocò nel ruolo di offensive tackle nella National Football League e successivamente fu un umpire nella Major League Baseball. È l'unica persona a far parte sia della Pro Football Hall of Fame che della Baseball Hall of Fame.

## Carriera professionistica nel football
Hubbard debuttò nella National Football League nel 1927, firmando per i New York Giants per un salario di 150 dollari a partita. Giocando a fianco di Steve Owen, contribuì alla vittoria del titolo dei Giants nella sua stagione da rookie e fu inserito nella formazione ideale della lega l'anno successivo. Hubbard, che non aveva mai apprezzato la vita nelle grandi città, non si sentì a suo agio a New York, e una gara in trasferta nel 1928 a Wisconsin lo spinse a chiedere di essere scambiato coi Packers, affermando che in caso contrario si sarebbe ritirato. I Giants lo accontentarono e l'atmosfera della piccola cittadina si rivelò essere perfetta per Cal. A Green Bay giocò agli ordini del nuovo capo-allenatore Curly Lambeau, vincendo il titolo di campione NFL in ognuno dei suoi primi tre anni con la squadra (1929–1931), continuando ad essere inserito nella formazione ideale della lega fino al suo ritiro nel 1933.
Nel 1934, Hubbard lavorò come allenatore della linea offensiva dell'Università di Texas A&M ma fu persuaso a tornare in campo dopo un solo anno, facendo ritorno a Green Bay nella stagione 1935. Nel 1936, i Giants ebbero bisogno del suo aiuto sul campo e fu di nuovo spinto ad abbandonare il suo ritiro. La sua carriera terminò quella stagione con i Pittsburgh Pirates, la franchigia che sarebbe diventata quella degli Steelers. Fu inserito nella classe inaugurale della Pro Football Hall of Fame nel 1963 e nel 1969 fu votato come miglior tackle dei primi 50 anni della storia della NFL.

## Palmarès
- (4) Campionati NFL (1927, 1929, 1930, 1931)
- Formazione ideale della NFL degli anni 1920
- Formazione ideale del 100º anniversario della National Football League
- Pro Football Hall of Fame